# Mount Carmel (Illinois)
Mount Carmel je grad u američkoj saveznoj državi Ilinois. Prema popisu stanovništva iz 2010. u njemu je živjelo 7.284 stanovnika.